# La Diane rousse
La Diane rousse est le cinquième roman de Patrick Grainville, et le premier après son prix Goncourt, publié aux éditions du Seuil en 1978.

## Historique
Avec La Diane rousse, le mythe semble l’emporter sur l’« autobiographie mythique » chère à l’auteur, on y retrouve l’attachement habituel à la nature et à l’animalité à travers la mer, les scènes de pêche ou de chasse, mais construit comme une ode à Dionysos et à Orion l’aveugle, le roman s’échappe et multiplie les références mythologiques.
Diane de Margerie loue la « conception magique de la femme » et l’étrangeté du livre, renforcée par le choix initial de sa jaquette, portrait de femme mystérieuse par le peintre belge Fernand Khnopff. Globalement bien reçue par la critique, La Diane rousse fera l’objet de multiples rééditions.

## Résumé
La Diane rousse  commence par l’apparition fascinante d’une femme athlétique et rousse sur la plage de Deauville, lors de l’été caniculaire de 1976. Torse nu, brunie par le soleil, l’Amazone est flanquée de deux setters roux tandis que des vols apocalyptiques de coccinelles remplissent le ciel. La Diane va se baigner et disparaître. Le narrateur ne cessera de chanter sa disparition, d’évoquer des souvenirs, de l’élever au rang d’un mythe. Il  perdra la vue lors d’une partie de chasse et c’est du fond de la nuit qu’il célèbre la splendeur solaire de son amante rousse. Des scènes de chasse et de pêche disent le lien profond de l’auteur avec sa Normandie natale. La chasse tragique où l’on tue l’animal dans le dos et la pêche donjuanesque où on le séduit, l’attire.

## Éditions
- La Diane rousse, éditions du Seuil, 1978  (ISBN 2020048671).